# Aleš Housa
Aleš Housa (* 1979) je český skibobista, dvojnásobný mistr světa a mistr České republiky v jízdě na skibobech z oddílu TJ Sokol Jablonec nad Jizerou.
Jeho sestra Alena Housová je třicetinásobná mistryně světa v tomto sportu.

## Výsledky
- MS: 2x 1. místo